# Gūn Gowrmez
Gūn Gowrmez (persiska: گون گورمز) är en ort i Iran.   Den ligger i provinsen Östazarbaijan, i den nordvästra delen av landet, 500 km nordväst om huvudstaden Teheran. Gūn Gowrmez ligger 188 meter över havet och antalet invånare är 950.
Terrängen runt Gūn Gowrmez är platt norrut, men söderut är den kuperad. Runt Gūn Gowrmez är det ganska glesbefolkat, med 42 invånare per kvadratkilometer. Gūn Gowrmez är det största samhället i trakten. Trakten runt Gūn Gowrmez består till största delen av jordbruksmark.